# Smush Parker
William Henry "Smush" Parker (Nueva York, 1 de junio de 1981) es un exjugador de baloncesto estadounidense, que disputó 5 temporadas en la NBA, y varias más en clubes alrededor del mundo. Con 1,93 metros de estatura, jugaba en la posición de base.

## Trayectoria

### Universidad
Asistió al instituto Newtown High School en Elmhurst (Queens), donde era el base estrella del equipo. Entonces se alistó en el College of Southern Idaho para el curso 1999–2000, siendo transferido a la Universidad de Fordham. Tras un año jugado para los Fordham Rams, donde fue elegido Second Team All A-10 y Second Team NABC All-Region, declinó continuar sus estudios y decidió apuntarse al Draft de la NBA de 2002, pero no fue elegido.

#### Estadísticas
| Año      | Equipo  | PJ | PT | MPP  | %TC  | %3P  | %TL  | RPP | APP | ROB | TPP | PPP  |
| -------- | ------- | -- | -- | ---- | ---- | ---- | ---- | --- | --- | --- | --- | ---- |
| 2001–072 | Fordham | 28 | 28 | 35.0 | .433 | .328 | .730 | 4.4 | 4.5 | 2.3 | .2  | 16.5 |

### Profesional

#### Etapa NBA
Tras no ser drafteado, en septiembre de 2002, firmó con los Cleveland Cavaliers para la temporada 2002-03.
En 2003, Parker se mudó a Grecia, fichando por el Aris Salónica BC de la Greek Basket League, ayudando al equipo a ganar la Copa de baloncesto de Grecia de 2004 en la final Olympiacos.
Su buen rendimiento en Europa, le llevó a fichar, el 1 de octubre de 2004, por los Detroit Pistons (vigentes ganadores del campeonato) para la temporada 2004-05. Fue cortado por los Pistons el 4 de enero de 2005 tras 11 encuentros. El 19 de enero de firma por los Phoenix Suns, y tras 5 encuentros, el 8 de febrero es cortado. Llegó a disputar varios encuentros con los Florida Flame de la NBA Development League.
En verano de 2005 año firmó por Los Angeles Lakers. Parker se convirtió en el base titular bajo las órdenes del técnico Phil Jackson. Pese a tener competencia en jugadores como Aaron McKie o Sasha Vujačić, Parker fue una auténtica revelación, como cuando anotó 20 puntos en cuatro de sus cinco primeros partidos como Laker. Durante dos temporada, entre 2005 y 2007, Parker fue el base titular, perdiendo esa titularidad ante el rookie Jordan Farmar.
El 26 de julio de 2007, firma por los Miami Heat. Tendría un rendimiento muy inferior a su etapa en los Lakers, promediando solo 4,8 puntos y 1,7 asistencias. En noviembre de 2007, Parker fue protagonista de un incidente en un párking, asunto investigado por los Heat, una vez esclarecido, los Heat cortaron a Parker el 10 de marzo de 2008. El 12 de marzo, firmaría por Los Angeles Clippers para el resto de la temporada.
Tras su etapa en los Clippers, Parker probó con los Denver Nuggets, pero fue cortado en pretemporada, y disputó la temporada con los Rio Grande Valley Vipers de la NBA Development League.

#### Extranjero
El 9 de enero de 2009, firma con los Guangdong Southern Tigers de la Chinese Basketball Association.
En septiembre de 2010, firma un año de contrato con el club ruso, el Spartak Saint Petersburg.
En enero de 2011, regresa a Grecia, a las filas del Iraklis Thessaloniki.
Al año siguiente, en enero de 2012, firma por el Petrochimi Bandar Imam de la Superliga de baloncesto de Irán. Luego jugó en Venezuela, para acabar firmando por los Indios de San Francisco de Macorís de la República Dominicana. En diciembre de 2012, firma por el Cibona Zagreb, pero fue cortado tras 5 encuentros en la Liga Adriática.
En marzo de 2013, vuelve a Grecia para firmar con el Peristeri de la Greek League, firmando en diciembre por el MZT Skopje de la Prva Liga macedonia.
En enero de 2014, firma por Guaros de Lara, pero deja el equipo en marzo.
En febrero de 2015, firma por el Mon-Altius Madimos Falcons de la Mongolian National Basketball Association (MNBA) de Mongolia, donde promedia 24 puntos, 7 rebotes y 6,5 asistencias por partido.
Pasó por Túnez, jugando para el ÉS de Radès (2015) y el Maghreb de Fes (2016).
El 30 de noviembre de 2017, firma por los Albany Patroons de la North American Premier Basketball.

## Estadísticas de su carrera en la NBA

### Temporada regular
| Año     | Equipo        | PJ  | PT  | MPP  | %TC  | %3P  | %TL  | RPP | APP | ROB | TPP | PPP  |
| ------- | ------------- | --- | --- | ---- | ---- | ---- | ---- | --- | --- | --- | --- | ---- |
| 2002-03 | Cleveland     | 66  | 18  | 16.7 | .402 | .322 | .831 | 1.8 | 2.5 | .7  | .2  | 6.2  |
| 2004-05 | Detroit       | 11  | 1   | 10.0 | .393 | .222 | .692 | .8  | 1.0 | .3  | .0  | 3.0  |
| 2004-05 | Phoenix       | 5   | 0   | 6.8  | .467 | .250 | .000 | .6  | .8  | .4  | .0  | 3.0  |
| 2005-06 | L.A. Lakers   | 82  | 82  | 33.8 | .447 | .366 | .694 | 3.3 | 3.7 | 1.7 | .2  | 11.5 |
| 2006-07 | L.A. Lakers   | 82  | 80  | 30.0 | .436 | .365 | .646 | 2.5 | 2.8 | 1.5 | .1  | 11.1 |
| 2007-08 | Miami         | 9   | 0   | 20.3 | .315 | .250 | .750 | 2.1 | 1.7 | .6  | .3  | 4.8  |
| 2007-08 | L.A. Clippers | 19  | 2   | 21.5 | .362 | .222 | .667 | 1.7 | 3.6 | 1.0 | .2  | 6.4  |
| Total   | Total         | 274 | 183 | 25.8 | .426 | .345 | .708 | 2.4 | 2.9 | 1.2 | .2  | 9.0  |

### Playoffs
| Año   | Equipo      | PJ | PT | MPP  | %TC  | %3P  | %TL   | RPP | APP | ROB | TPP | PPP |
| ----- | ----------- | -- | -- | ---- | ---- | ---- | ----- | --- | --- | --- | --- | --- |
| 2006  | L.A. Lakers | 7  | 7  | 36.9 | .333 | .154 | 1.000 | 3.0 | 1.6 | 2.1 | .1  | 8.9 |
| 2007  | L.A. Lakers | 5  | 0  | 11.8 | .154 | .167 | 1.000 | 1.4 | .6  | .6  | .2  | 1.8 |
| Total | Total       | 12 | 7  | 26.4 | .306 | .156 | 1.000 | 2.3 | 1.2 | 1.5 | .2  | 5.9 |

## Vida personal
Nació Brooklyn, hijo de William "Bill" Henry Parker II y Robin Royal Parker.
Tiene una hija de una relación anterior.
Se ganó el apodo de "Smush" a los 13 años. Según sus amigos de la infancia, a menudo cometía faltas durante los partidos, "aplastando" las caras de los rivales como castigo por robarle el balón.

### Controversia
En verano de 2012, fue objeto de duras críticas por parte de su excompañero Kobe Bryant, el cual afirmó:

"Casi fui capaz de ganar un MVP jugando con Smush Parker o Kwame Brown", además de añadir: "No debería haber jugado en la NBA, pero no teníamos dinero para pagar a un base".

Parker respondió a estas críticas diciendo:

"Kobe es un jugador excelente, lo que no me gusta de él es su personalidad y cómo trata a la gente".

En enero de 2020, tras el accidente de helicóptero que acabó con la vida de Kobe, declaró que se arrepiente de no haber hecho las paces con él.